# Halterofilismo nos Jogos Olímpicos de Verão de 1972
O halterofilismo nos Jogos Olímpicos de Verão de 1972 foi realizado em Munique, na Alemanha Ocidental, entre 27 de agosto e 6 de setembro de 1972, com nove eventos disputados, todos masculinos. Um total de 188 atletas de 54 nações participou. Duas novas categorias foram introduzidas em Munique 1972: peso-mosca (até 52 kg) e peso-superpesado (acima de 110 kg), marcando a primeira mudança no programa do levantamento de peso desde os Jogos de Helsinque, em 1952. O Campeonato Mundial de Halterofilismo de 1972 foi organizado em conjunto com esta edição.
Três provas compuseram as competições de halterofilismo: o desenvolvimento (ou desenvolvimento militar, também conhecido como prensa militar), o arranco e o arremesso. Apenas o total das somas desses três levantamentos foi contabilizado para os Jogos Olímpicos e atribuído medalhas, enquanto as melhores marcas do desenvolvimento, do arranco e do arremesso também foram consideradas para os campeonatos mundiais de halterofilismo. Entretanto, o desenvolvimento foi abolido após essas Olimpíadas, sendo mantidos o arranco e o arremesso como as duas provas do desporto.

## Eventos do halterofilismo
Masculino: até 52 kg | até 56 kg | até 60 kg | até 67,5 kg | até 75 kg | até 82,5 kg | até 90 kg | até 110 kg | acima de 110 kg

## Mosca (–52 kg)
| Pos. | Atleta             | Nação         | Desenvolvimento | Arranco  | Arremesso | Total    |
| ---- | ------------------ | ------------- | --------------- | -------- | --------- | -------- |
|      | Zygmunt Smalcerz   | Polônia (POL) | 112,5 kg        | 100,0 kg | 125,0 kg  | 337,5 kg |
|      | Lajos Szűcs        | Hungria (HUN) | 107,5 kg        | 095,0 kg | 127,5 kg  | 330,0 kg |
|      | Sándor Holczreiter | Hungria (HUN) | 112,5 kg        | 092,5 kg | 122,5 kg  | 327,5 kg |

## Galo (–56 kg)
| Pos. | Atleta           | Nação                 | Desenvolvimento | Arranco  | Arremesso | Total    |
| ---- | ---------------- | --------------------- | --------------- | -------- | --------- | -------- |
|      | Imre Földi       | Hungria (HUN)         | 127,5 kg        | 107,5 kg | 142,5 kg  | 377,5 kg |
|      | Mohammad Nassiri | Irã (IRI)             | 127,5 kg        | 100,0 kg | 142,5 kg  | 370,0 kg |
|      | Guennadi Chetin  | União Soviética (URS) | 120,0 kg        | 107,5 kg | 140,0 kg  | 367,5 kg |

## Pena (–60 kg)
| Pos. | Atleta          | Nação                 | Desenvolvimento | Arranco  | Arremesso | Total    |
| ---- | --------------- | --------------------- | --------------- | -------- | --------- | -------- |
|      | Norair Nurikian | Bulgária (BUL)        | 127,5 kg        | 117,5 kg | 157,5 kg  | 402,5 kg |
|      | Dito Chanidze   | União Soviética (URS) | 127,5 kg        | 120,0 kg | 152,5 kg  | 400,0 kg |
|      | János Benedek   | Hungria (HUN)         | 125,0 kg        | 120,0 kg | 145,0 kg  | 390,0 kg |

## Leve (–67,5 kg)
| Pos. | Atleta             | Nação                 | Desenvolvimento | Arranco  | Arremesso | Total    |
| ---- | ------------------ | --------------------- | --------------- | -------- | --------- | -------- |
|      | Mukharbi Kirjinov  | União Soviética (URS) | 147,5 kg        | 135,0 kg | 177,5 kg  | 460,0 kg |
|      | Mladen Kutchev     | Bulgária (BUL)        | 157,5 kg        | 125,0 kg | 167,5 kg  | 450,0 kg |
|      | Zbigniew Kaczmarek | Polônia (POL)         | 145,0 kg        | 125,0 kg | 167,5 kg  | 437,5 kg |

## Médio (–75 kg)
| Pos. | Atleta            | Nação          | Desenvolvimento | Arranco  | Arremesso | Total    |
| ---- | ----------------- | -------------- | --------------- | -------- | --------- | -------- |
|      | Iordan Bikov      | Bulgária (BUL) | 160,0 kg        | 140,0 kg | 185,0 kg  | 485,0 kg |
|      | Mohamed Tarabulsi | Líbano (LIB)   | 160,0 kg        | 140,0 kg | 172,5 kg  | 472,5 kg |
|      | Anselmo Silvino   | Itália (ITA)   | 155,0 kg        | 140,0 kg | 175,0 kg  | 470,0 kg |

## Pesado-ligeiro (–82,5 kg)
| Pos. | Atleta         | Nação         | Desenvolvimento | Arranco  | Arremesso | Total    |
| ---- | -------------- | ------------- | --------------- | -------- | --------- | -------- |
|      | Leif Jenssen   | Noruega (NOR) | 172,5 kg        | 150,0 kg | 185,0 kg  | 507,5 kg |
|      | Norbert Ozimek | Polônia (POL) | 165,0 kg        | 145,0 kg | 187,5 kg  | 497,5 kg |
|      | György Horvath | Hungria (HUN) | 160,0 kg        | 142,5 kg | 192,5 kg  | 495,0 kg |

## Meio-pesado (–90 kg)
| Pos. | Atleta           | Nação          | Desenvolvimento | Arranco  | Arremesso | Total    |
| ---- | ---------------- | -------------- | --------------- | -------- | --------- | -------- |
|      | Andon Nikolov    | Bulgária (BUL) | 180,0 kg        | 155,0 kg | 190,0 kg  | 525,0 kg |
|      | Atanas Chopov    | Bulgária (BUL) | 180,0 kg        | 145,0 kg | 192,5 kg  | 517,5 kg |
|      | Hans Bettembourg | Suécia (SWE)   | 182,5 kg        | 145,0 kg | 185,0 kg  | 512,5 kg |

## Pesado (–110 kg)
| Pos. | Atleta              | Nação                   | Desenvolvimento | Arranco  | Arremesso | Total    |
| ---- | ------------------- | ----------------------- | --------------- | -------- | --------- | -------- |
|      | Jaan Talts          | União Soviética (URS)   | 210,0 kg        | 165,0 kg | 205,0 kg  | 580,0 kg |
|      | Alexander Kraitchev | Bulgária (BUL)          | 197,5 kg        | 162,5 kg | 202,5 kg  | 562,5 kg |
|      | Stefan Grützner     | Alemanha Oriental (GDR) | 185,0 kg        | 162,5 kg | 207,5 kg  | 555,0 kg |

## Superpesado (+110 kg)
| Pos. | Atleta           | Nação                    | Desenvolvimento | Arranco  | Arremesso | Total    |
| ---- | ---------------- | ------------------------ | --------------- | -------- | --------- | -------- |
|      | Vassili Alexeiev | União Soviética (URS)    | 235,0 kg        | 175,0 kg | 230,0 kg  | 640,0 kg |
|      | Rudolf Mang      | Alemanha Ocidental (FRG) | 225,0 kg        | 170,0 kg | 215,0 kg  | 610,0 kg |
|      | Gerd Bonk        | Alemanha Oriental (GDR)  | 200,0 kg        | 155,0 kg | 217,5 kg  | 572,5 kg |

## Quadro de medalhas
| Pos.                | País                   | Ouro | Prata | Bronze | Total |
| ------------------- | ---------------------- | ---- | ----- | ------ | ----- |
| 1                   | BUL Bulgária           | 3    | 3     | 0      | 6     |
| 2                   | URS União Soviética    | 3    | 1     | 1      | 5     |
| 3                   | HUN Hungria            | 1    | 1     | 3      | 5     |
| 4                   | POL Polônia            | 1    | 1     | 1      | 3     |
| 5                   | NOR Noruega            | 1    | 0     | 0      | 1     |
| 6                   | FRG Alemanha Ocidental | 0    | 1     | 0      | 1     |
| 6                   | IRI Irã                | 0    | 1     | 0      | 1     |
| 6                   | LIB Líbano             | 0    | 1     | 0      | 1     |
| 9                   | GDR Alemanha Oriental  | 0    | 0     | 2      | 2     |
| 10                  | ITA Itália             | 0    | 0     | 1      | 1     |
| 10                  | SWE Suécia             | 0    | 0     | 1      | 1     |
| Total (11 entradas) | Total (11 entradas)    | 9    | 9     | 9      | 27    |